# Villafranca Sicula
Villafranca Sicula es una comuna siciliana de 1.493 habitantes. 

## Descripción
Su superficie es de 17,67 km². Su densidad es de 84,49 hab/km². Forma parte de la región italiana de Sicilia. Este pueblo está situado en el libre consorcio comunal de Agrigento. Las comunas limítrofes son Burgio, Calamonaci, Caltabellotta, y Lucca Sicula.

## Evolución demográfica
| Gráfica de evolución demográfica de Villafranca Sicula entre 1861 y 2001 |
|                                                                          |
| Fuente ISTAT - elaboración gráfica de Wikipedia                          |